# Parco nazionale Seiland
Il parco nazionale Seiland è un parco nazionale della Norvegia, nella contea di Finnmark. È stato istituito nel 2006 e occupa una superficie di 316,3 km², di cui 306,7 km² sulla terraferma e 9,6 km² in mare .